# Партия Великое Отечество
Партия Великое Отечество (ПВО) — существовавшая с 2012 по 2020 год политическая партия. В мае 2019 года деятельность партии была приостановлена на 5 месяцев для исправления нарушений действующего законодательства. Лидером партии был писатель Николай Стариков.
19 марта 2020 года Верховный Суд РФ по иску министерства юстиции принял решение о ликвидации Всероссийской политической партии «Великое Отечество».

## История
В апреле 2012 г. писатель Николай Стариков совместно с главой IT-компании «Ашманов и партнеры» Игорем Ашмановым организовали партию «Новая Великая Россия».
1 декабря 2012 года состоялся учредительный съезд Всероссийской политической партии «Партия Великое Отечество», на котором был утвержден устав, программа партии и сопредседатели партии Николай Стариков, В. П. Обозный, А. Ю. Куринов. 13 апреля 2013 года партия была зарегистрирована минюстом.
Партия располагала 76 региональными отделениями. В мае 2014 года партийные отделения были зарегистрированы в Республике Крым и городе Севастополе.
По данным Института социально-экономических и политических исследований (ИСЭПИ), Партия Великое Отечество в первом квартале 2015 года входила в первую десятку рейтинга политических партий России. В мае 2015 года партия провела свой съезд в Ялте.
На съезде, прошедшем в конце 2015 года в Петербурге, было официально объявлено об уходе партии в оппозицию к текущему экономическому курсу правительства Д. А. Медведева, при этом было заявлено о сохраняющейся поддержке президента России В. В. Путина. На съезде была принята Политико-экономическая Программа Партии Великое Отечество на период работы седьмого созыва Государственной думы РФ (2016—2021 гг.).
В тот период российский политолог Алексей Макаркин характеризовал «ПВО» как одно из тех «идейных объединений, которые рассчитывают стать полезными „Единой России“ в качестве её маргинальных двойников».
Как утверждалось на официальном сайте партии (партиявеликоеотечество.рф), по состоянию на конец мая 2016 года численность её членов достигала 50 тысяч.
12 августа 2016 года ЦИК отказал в регистрации списка кандидатов Партии Великое Отечество на выборах в Госдуму на основании превышения допустимого числа недостоверных или недействительных подписей. Как отмечено в постановлении ЦИК, партия представила 200 963 подписи, из которых для проверки было отобрано 40 тысяч. В результате проверки 5 580 подписей, то есть 13,95 % от числа проверенных, было признано недостоверными или недействительными. Как утверждали в штабе кандидата в Госдуму Марии Бароновой, представлявшей движение Михаила Ходорковского «Открытая Россия», в преддверии выборов в Московскую областную думу, проходивших одновременно с парламентскими, была организована массовая фальсификация подписей в поддержку ПВО.
В 2016 году «Партия Великое Отечество» намеревалась принять участие в выборах в Государственную думу Российской Федерации, а в ряде субъектов РФ (в Петербурге, Нижнем Новгороде, Ленинградской, Нижегородской, Калининградской областях, Пермском крае и др.) — в выборах в региональные парламенты.

## Руководство партии
Высшим руководящим органом партии, согласно её уставу, являлся съезд. Постоянно действующим коллегиальным руководящим органом партии является президиум Центрального комитета (размещается в Санкт-Петербурге, где находится Центральный штаб партии. Политическими союзниками партии был Профсоюз граждан России, НОД, Партия Родина.
Президиум ЦК Партии Великое Отечество:
- Николай Викторович Стариков;
- Игорь Станиславович Ашманов;
- Александр Юрьевич Куринов;
- Владимир Павлович Обозный.

## Участие в региональных и местных выборах
На муниципальных выборах в Санкт-Петербурге в 2014 партия получила 7 мест.
В 2014 году партия подавала заявку на участие в выборах в Госсовет Республики Крым, но ей было отказано в регистрации в связи с непредставлением необходимых документов.
Как утверждается на официальном сайте партии, по состоянию на 1 июня 2016 года представители ПВО одержали победу на двух местных выборах и возглавили местные органы исполнительной власти в посёлке Энергетик (Оренбургская область) и посёлке Знаменск (Калининградская область).
Партия участвовала в выборах 2016 года в законодательное собрание Республики Мордовия, набрав 0,52 % голосов.
На выборах в Городской совет города Искитима в 2016 году кандидат ПВО проиграл, набрав 8,3 % голосов.
В 2016 году кандидат от партии победила в Туапсинском районе Краснодарского края, набрав 33,49 % голосов.
Тогда же кандидат от партии победила на голосовании в совет Качинского муниципального округа, набрав 33,69 % голосов.

## Раскол и реорганизация партии в движение
В начале сентября 2017 года в партии произошёл раскол между президиумом ЦК ПВО и партийным аппаратом, который обвинил Старикова в хищении средств, собранных для вдов ополченцев Донбасса. В качестве доказательства была предоставлена видеозапись беседы между Стариковым и В. Ю. Шеренко.
4 сентября 2017 года Центральной контрольно-ревизионной комиссией ПВО было начато внутрипартийное расследование в отношении Старикова и других членов президиума ПВО. В результате противостояния решением президиума партии сотрудники аппарата и Центральной контрольно-ревизионной комиссии были исключены из её состава. Невский районный суд не удовлетворил просьбу сотрудников аппарата о восстановлении членства в партии, заняв сторону Старикова. Проигравшая сторона — бывшие члены исполкома — организовала оргкомитет новой «Российской партии Социализма Сегодня».
16 октября 2018 года Стариков в своем видеообращении заявил о сложении полномочий и прекращении членства в «Партии Великое Отечество», но утверждал, что остаётся верен своим идеям и продолжает свою деятельность в рамках Общероссийского общественного движения «ПВО». Победившая сторона — команда Старикова — организовалась и перешла в общероссийское общественное движение «Патриоты Великого Отечества» под председательством Старикова, сохранив сокращённую аббревиатуру и логотип ПВО.
28 мая 2019 года по иску Министерства юстиции Верховный суд РФ приостановил деятельность партии, а 19 марта 2020 года также по иску Министерства юстиции принял решение о её ликвидации.